# Surprise Surprise
Surprise Surprise è un singolo del gruppo musicale canadese Billy Talent, pubblicato nel 2012 ed estratto dall'album Dead Silence.

## Tracce
- Download digitale

1. Surprise Surprise – 3:07

## Formazione
- Benjamin Kowalewicz - voce
- Ian D'Sa - chitarra
- Jonathan Gallant - basso
- Aaron Solowoniuk - batteria